# Zio Paperone e la gara sul fiume
Zio Paperone e la gara sul fiume è una storia a fumetti realizzata da Carl Barks e pubblicata negli USA nel 1957. Vi compare per la prima volta il personaggio di Cacciavite Pitagorico (Ratchet Gearloose in originale), nonno di Archimede Pitagorico. La storia, nella quale Zio Paperone racconta a Nonna Papera di una gara fluviale da lui vinta anni prima, ha avuto un sequel: Il signore del Mississippi, secondo capitolo della Saga di Paperon de' Paperoni realizzata da Don Rosa.

## Storia editoriale
Venne pubblicata per la prima volta sull'albo statunitense Uncle Scrooge goes to Disneyland  numero 1 dell'agosto 1957. Oltre che negli Stati Uniti la storia è stata pubblicata in Australia, Brasile (A Fantástica Corrida de Barcos), Danimarca (Den store kapsejlads), Finlandia (Roope-setä ja taikapeili), Francia (À toute vapeur! e La course fantastique sur la rivière nelle edizioni più recenti), Germania (vari titoli, il primo Onkel Dagobert und der Zauberspiegel, le ultime edizioni Jugenderinnerungen), Grecia (Ο μαγικός καθρέφτης Α' μέρος o Αναμέτρηση στον Μισισιπή), Italia (Zio Paperone e la gara sul fiume), Norvegia (Onkel Skrues fantastiske elvekappløp e Det fantastiske elvekappløpet nelle edizioni più recenti), Paesi Bassi), Svezia (Den fantastiska flodfärden). In italiano ha avuto 7 ristampe, di cui la prima in Topolino n.192 del 1958 e l'ultima nel 2008 nella collana La grande dinastia dei paperi allegata al Corriere della Sera.